# Taras Chtej
Taras Jur'evič Chtej (in russo Тарас Юрьевич Хтей?, in ucraino Тарас Юрійович Хтей?, Taras Jurijovyč Chtej, noto anche come Taras Khtey secondo la traslitterazione inglese; Belgorod, 22 maggio 1982) è un pallavolista ucraino naturalizzato russo.
Giocava nel ruolo di schiacciatore.

## Carriera
La carriera di Taras Chtej inizia a livello scolastico in Ucraina. Si trasferisce in Russia a 16 anni, ottenendo subito la cittadinanza ed esordendo a livello professionistico nella stagione 1998-99 con la maglia del Volejbol'nyj klub MGTU Moskva; milita per cinque stagioni nel club moscovita, vincendo lo scudetto da titolare a soli 19 anni. Nello stesso periodo fa parte della nazionali giovanili russe: nel 1999 vince campionato europeo e campionato mondiale under 19; nel 2000 vince il campionato europeo under 20 ed è finalista al campionato mondiale under 21. Nel 2001 vince la medaglia di bronzo con la nazionale universitaria alla XXI Universiade; un anno dopo debutta in nazionale maggiore, vincendo la World League.
Nelle stagioni 2003-04 e 2004-05 gioca nella Volejbol'nyj klub Dinamo Moskva senza grandi risultati. Nel 2004 con la nazionale è finalista all'European League e vince la medaglia di bronzo ai Giochi della XXVIII Olimpiade; nel 2005 vince l'European League, ricevendo anche il premio per il miglior servizio della competizione, ed è poi finalista al campionato europeo. Nella stagione 2005-06 gioca nel Volejbol'nyj klub Ural, mentre i due campionati successiva veste la maglia del Volejbol'nyj klub Iskra Odincovo.
Nella stagione 2008-09 passa alla Volejbol'nyj Klub Lokomotiv Belogor'e, vincendo subito la Coppa CEV. La stagione successiva viene nominato capitano nel suo club, sfoderando prestazioni tali da permettergli di vincere il premio di MVP del campionato, nonostante la finale persa contro il Volejbol'nyj klub Zenit-Kazan'. Nel 2010 rientra in nazionale, disputando la finale della World League, mentre un anno dopo viene nominato capitano anche in nazionale e si aggiudica prima la World League e poi la Coppa del Mondo. Nella stagione 2011-12 salta la prima parte della stagione col club a causa di un infortunio, ma recupera in tempo per rientrare in nazionale e vincere la medaglia d'oro ai Giochi della XXX Olimpiade. La stagione successiva vince per la prima volta la Coppa di Russia e si aggiudica il suo secondo scudetto. Nel campionato 2013-14 vince la Supercoppa russa, la Coppa di Russia e la Champions League.

## Vita privata
Ha ottenuto la cittadinanza russa a sedici anni, dopo essersi sposato con una studentessa dell'Università statale sociale russa, dalla quale ha poco dopo divorziato. È sposato in seconde nozze con la figlia di Gennadij Šipulin, presidente del Volejbol'nyj klub Belogor'e, dalla quale ha avuto tre figlie. È laureato in Giurisprudenza presso l'Università statale sociale russa.

## Palmarès

### Club
- Campionato russo: 2

2000-01, 2012-13
- Coppa di Russia: 2

2012, 2013
- Supercoppa russa: 2

2013, 2014
- Champions League: 1

2013-14
- Coppa CEV: 1

2008-09

### Competizioni Nazionali
- Campionato mondiale under 19 1999
- Campionato europeo under 19 1999
- Campionato europeo under 20 2000
- Campionato mondiale under 21 2001
- Universiade 2001
- European League 2004
- European League 2005
- Memorial Hubert Wagner 2011

### Premi individuali
- 2005 - European League: Miglior servizio
- 2010 - Superliga russa: MVP